# オスカル・ロティ
オスカル・ロティ (仏: Oscar Roty、1846年6月12日 - 1911年3月23日）は、フランスの彫刻家。
数多くのメダルやプラーク、建築物の装飾を手がけ、特にフランスの通貨や切手における『スムーズ』のデザインで良く知られている。

## 概要
ルイ・オスカル・ロティは謙虚なパリの教師の息子として、7月王政下の1846年にベルヴィルで生まれた · 。ロティは国立装飾美術学校（後の国立高等装飾美術学校）のオラース・ルコック・ド・ボワボードランと、パリ国立高等美術学校のユベール・ポンスカルメに師事した。彼は石片とメダルの彫刻作品でローマ賞に応募し、1869年に初めて人々の耳目をそばだてさせ、1872年には2位を受賞し、1875年にはグランプリを獲得した。パリ万国博覧会でも1889年、1900年と2度のグランプリに輝いている。オスカル・ロティは彼のデザインによるコイン『スムーズ』で最も良く知られている（後述）。これは1887年のフランス政府のメダル・プロジェクトで製作に着手されたが中絶し、1896年にフランス経済財務省からの依頼を受けて完成に至った。最初のコインは1897年に流通を開始し、1903年には同じデザインによる切手が発行された。ロティは1888年にフランス芸術アカデミーの会員に選出され、1897年には代表者に就任した。彼は1885年12月29日にレジオンドヌール勲章の騎士に任命され、1889年10月29日付けで将校に昇進、1890年12月4日に司令官となった。1905年にはサロン・ド・パリにて彫刻部門における初の受賞を果たした。ロティは1911年3月23日にパリで死去し · 、モンパルナス墓地の1区に埋葬された。

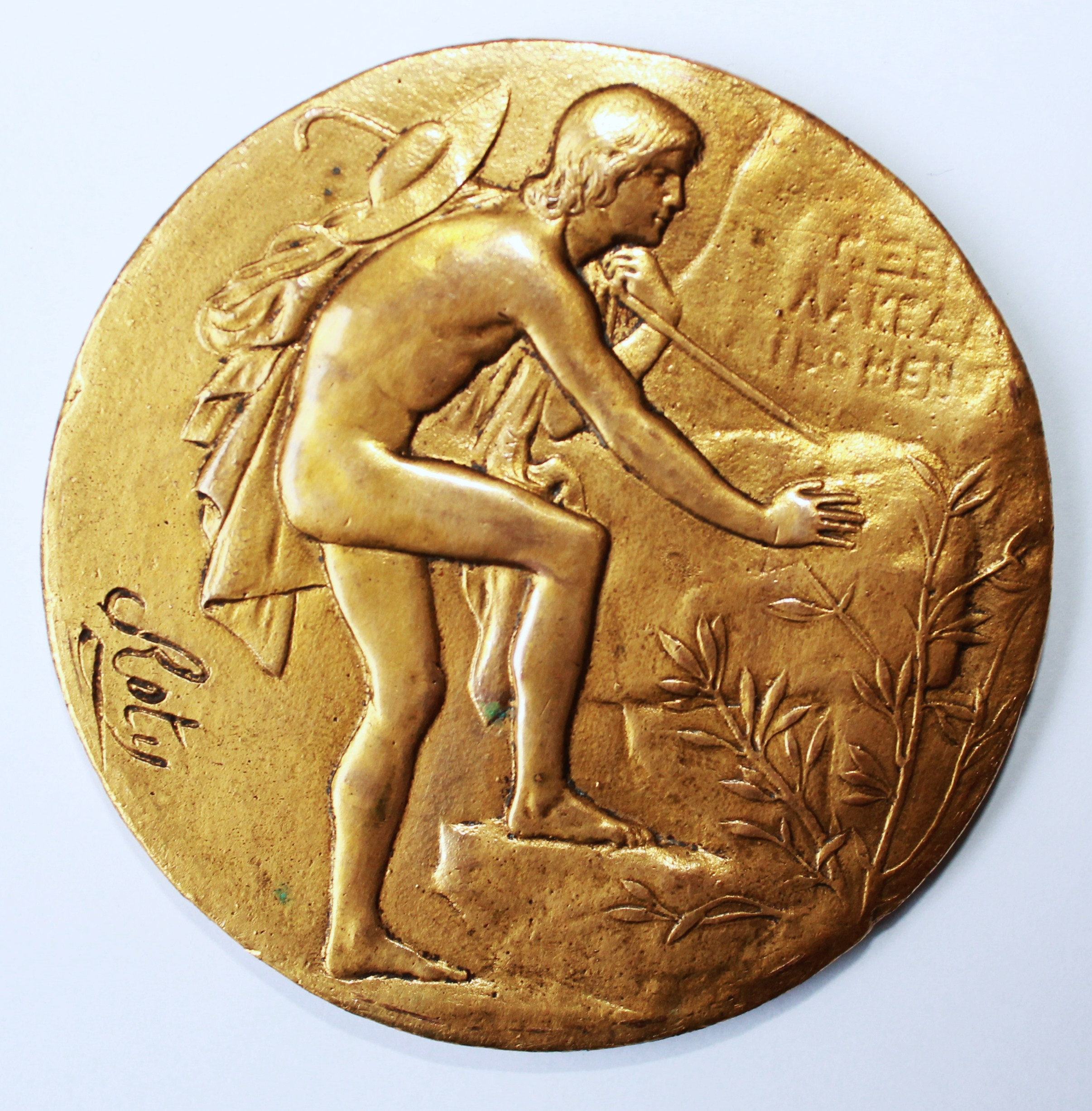
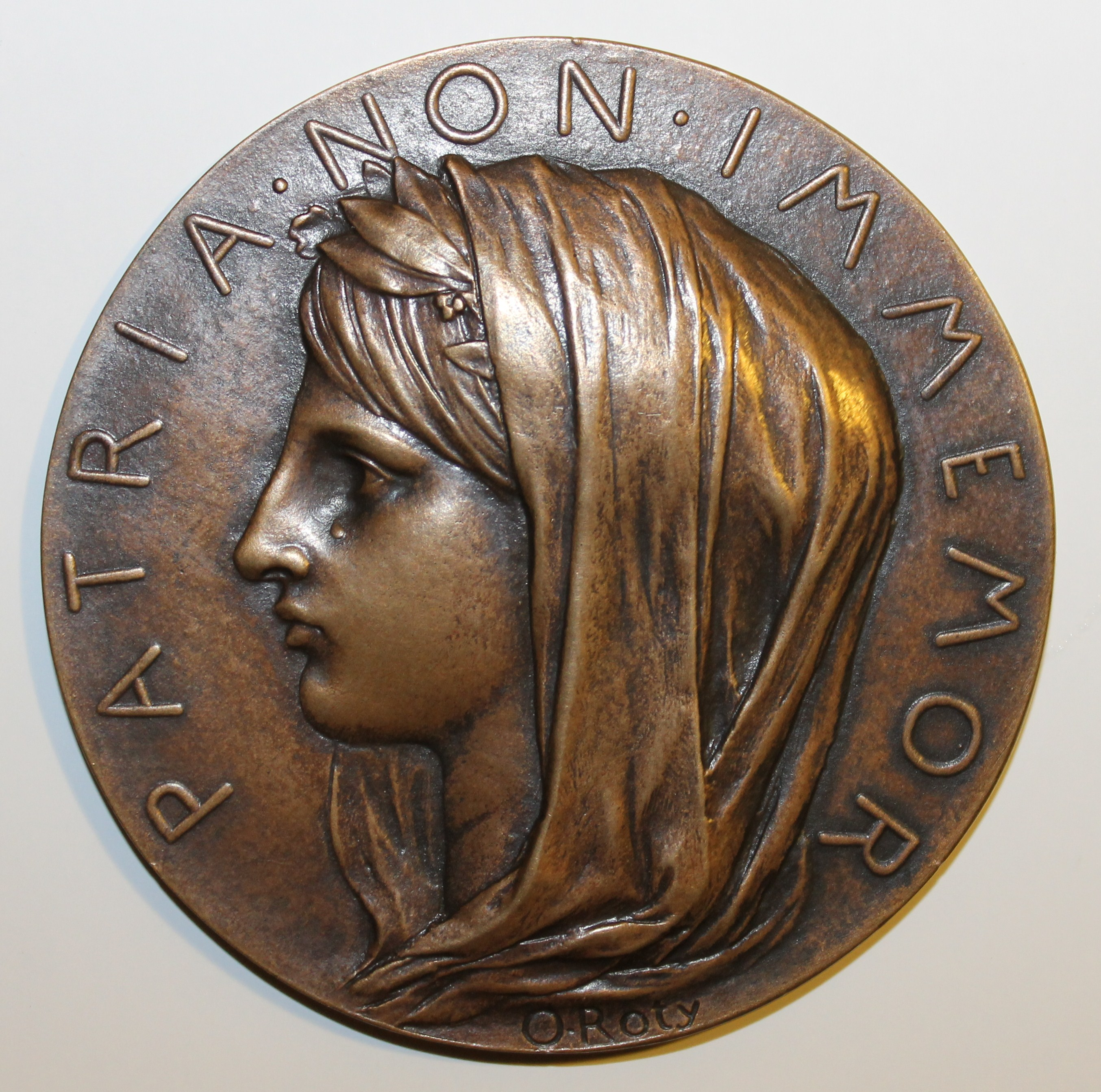
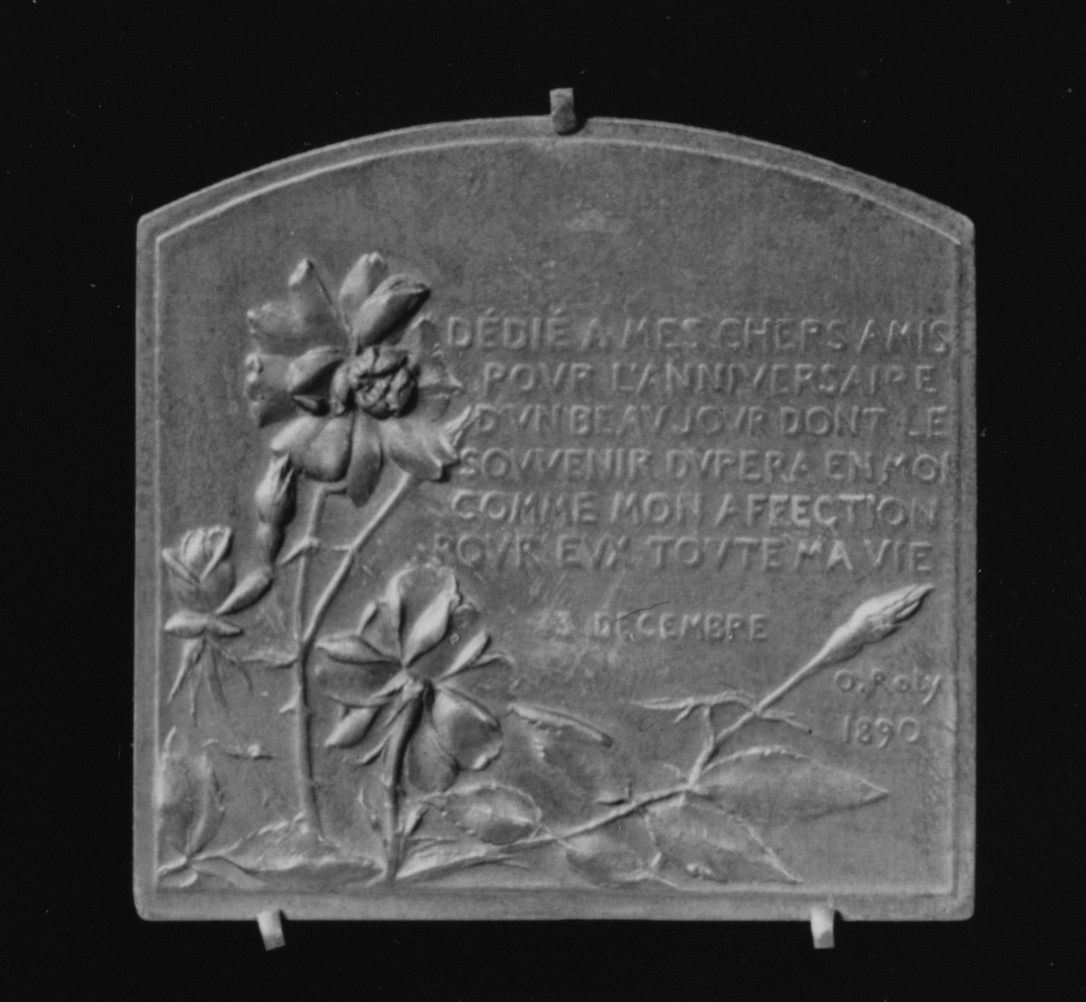
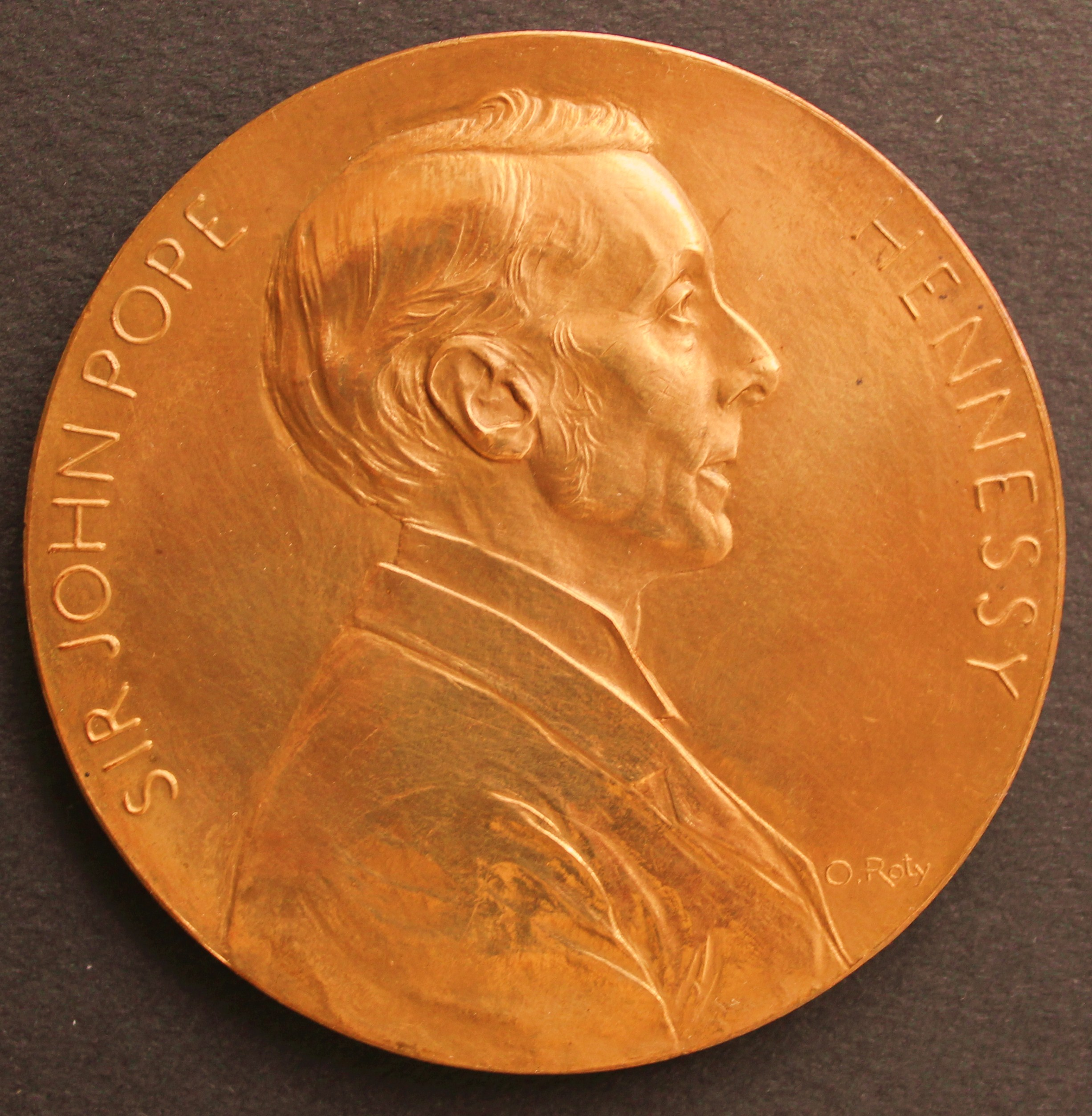
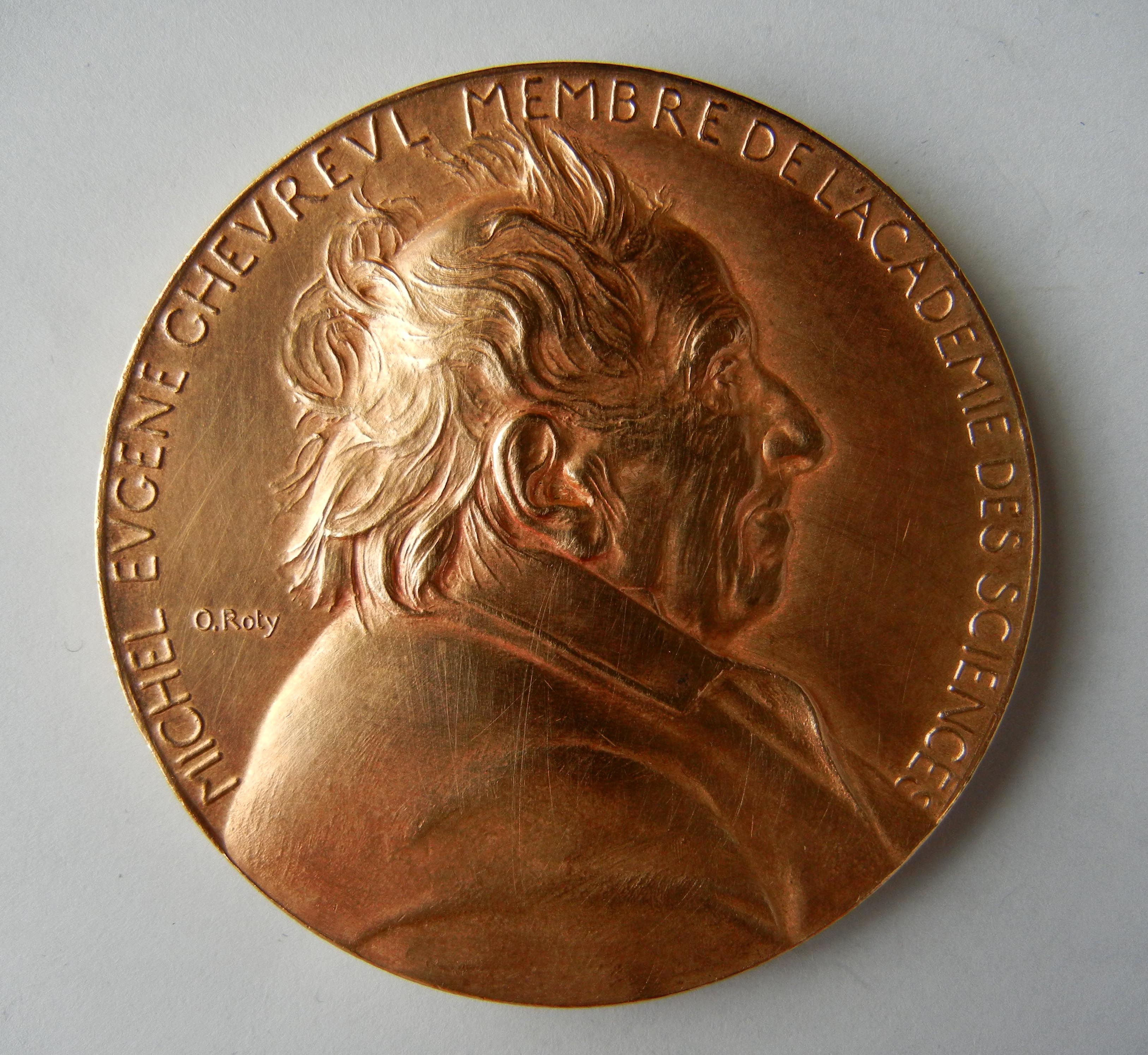

- ローマ賞受賞メダル
- 第三共和政25周年メダル
[画 2]
- 友人への献呈プラーク
[画 3]
- J・P・ヘネシー
[画 4]
- M・E・シュヴルール
[画 5]

## 人物
ロティは当初画家を志したが、画材購入のために貰った10フラン金貨を失い、彫刻家になることを決意した。高等美術学校に入学してからも、プロへの道は険しいものだった。1875年にローマ賞を受賞し、1878年に錬鉄工 ピエール・フランソワ・マリー・ブーランジェの娘、マリー・ブーランジェと結婚し · 、ノートルダム大聖堂の扉をウジェーヌ・エマニュエル・ヴィオレ・ル・デュクの計画をもとにデザインしている。このように大きな仕事はあったものの、ロティには裕福な顧客がおらず、可能な限りドローイングの教師をしたが、多くは義父の財政的援助に頼っていた。しかし、その誠実さと明晰さ、大人らしからぬ礼儀正しさに加えて、ローマとパリの重要な人物を支援するなどしたことから徐々に同情と友情を集め、ついに成功の扉を開くことができた。ロティはパリ市庁舎の彫刻委員を務め、自分の作品に O. Roty と署名し、さまざまな展覧会に作品を出展して徐々にその名前が知られるようになった。1888年には、42歳でフランス芸術アカデミーの最年少会員となった。ロティの有力なパトロンにはアンジェロ・マリアーニがおり、家族ぐるみの交流を結び、彼が発明したマリアーニ・ワインの宣伝活動を支援し、彼の人脈によって多数の著名人の顧客を得ることができた。ロティはヴィクトル・ユーゴーやルイ・パスツールなどの肖像メダルも製作した。

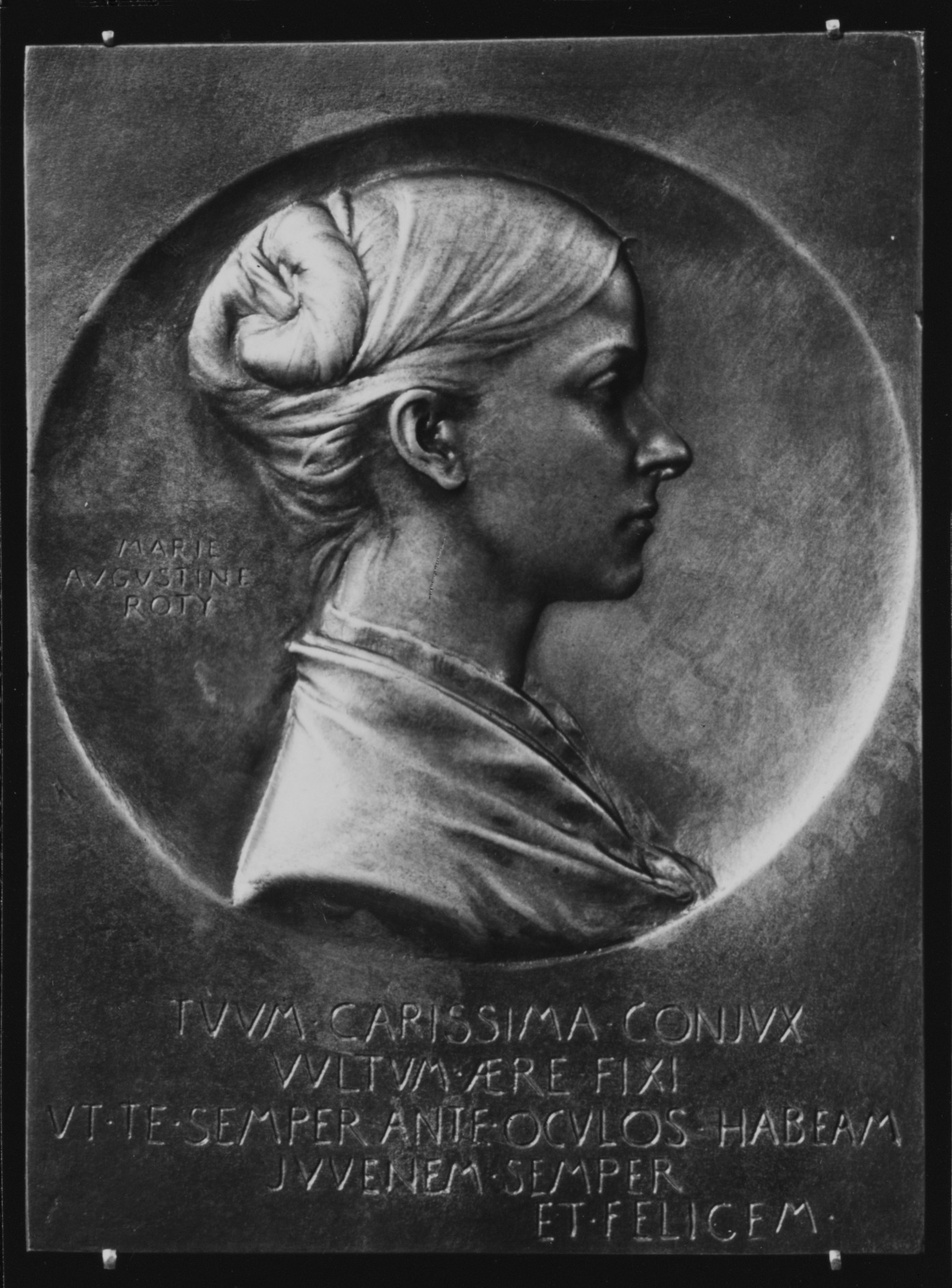
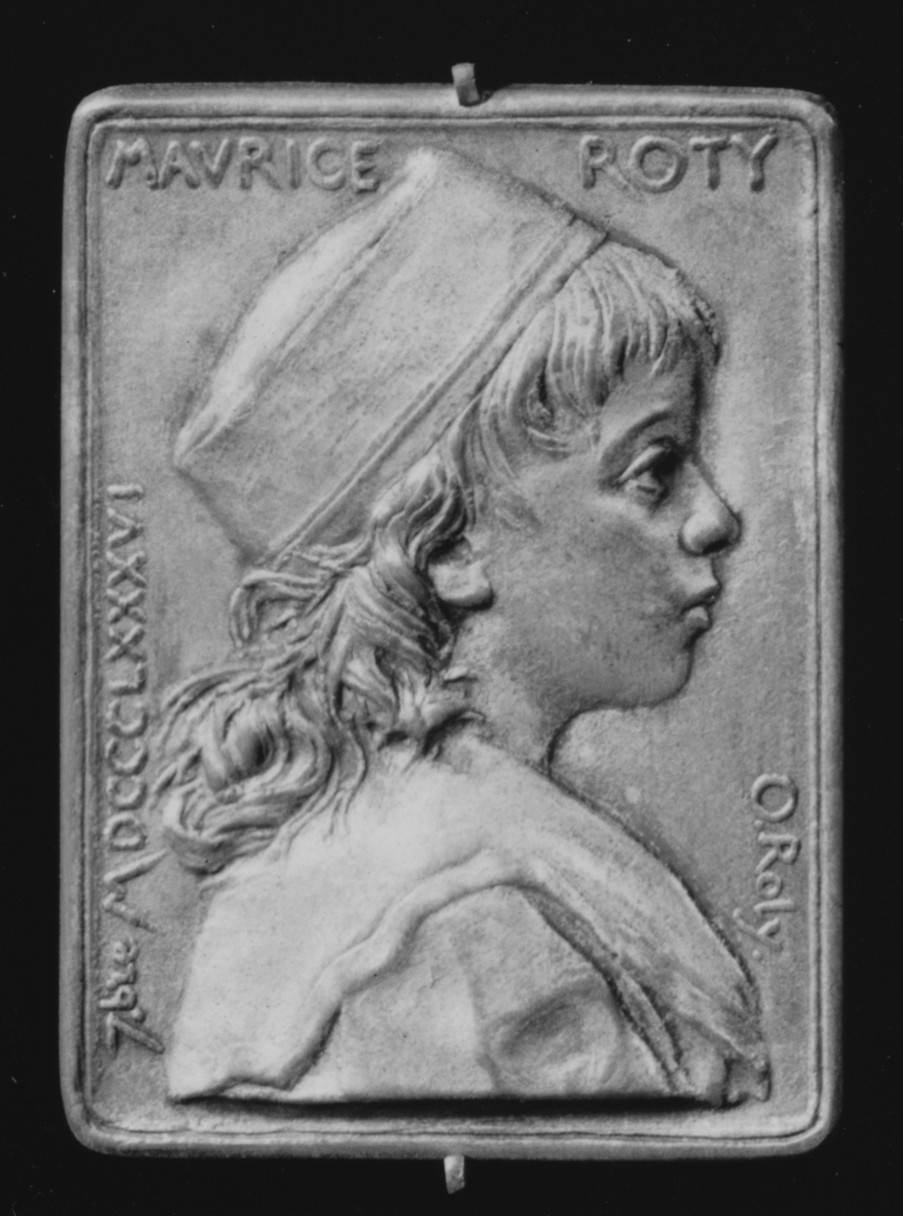
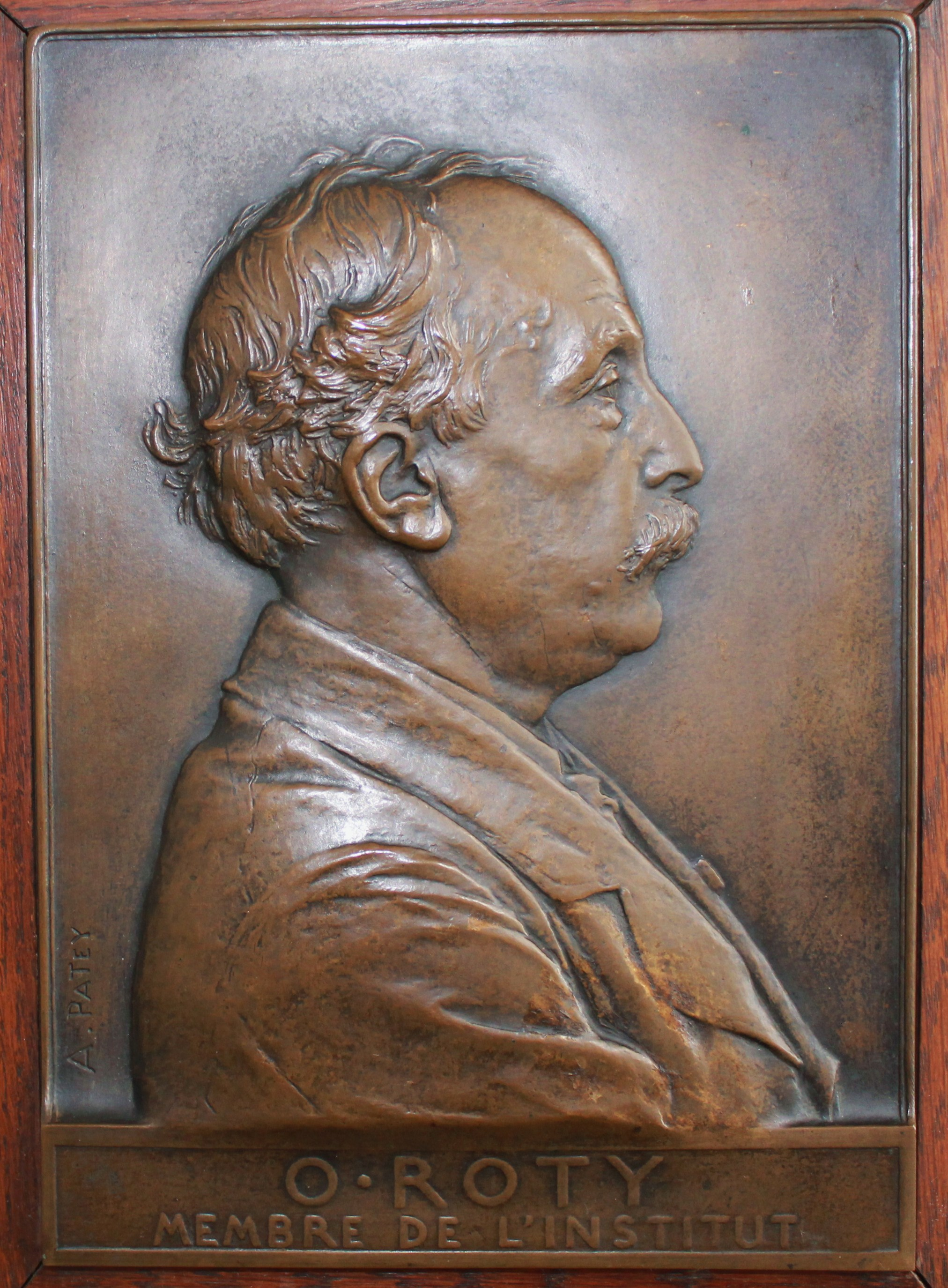
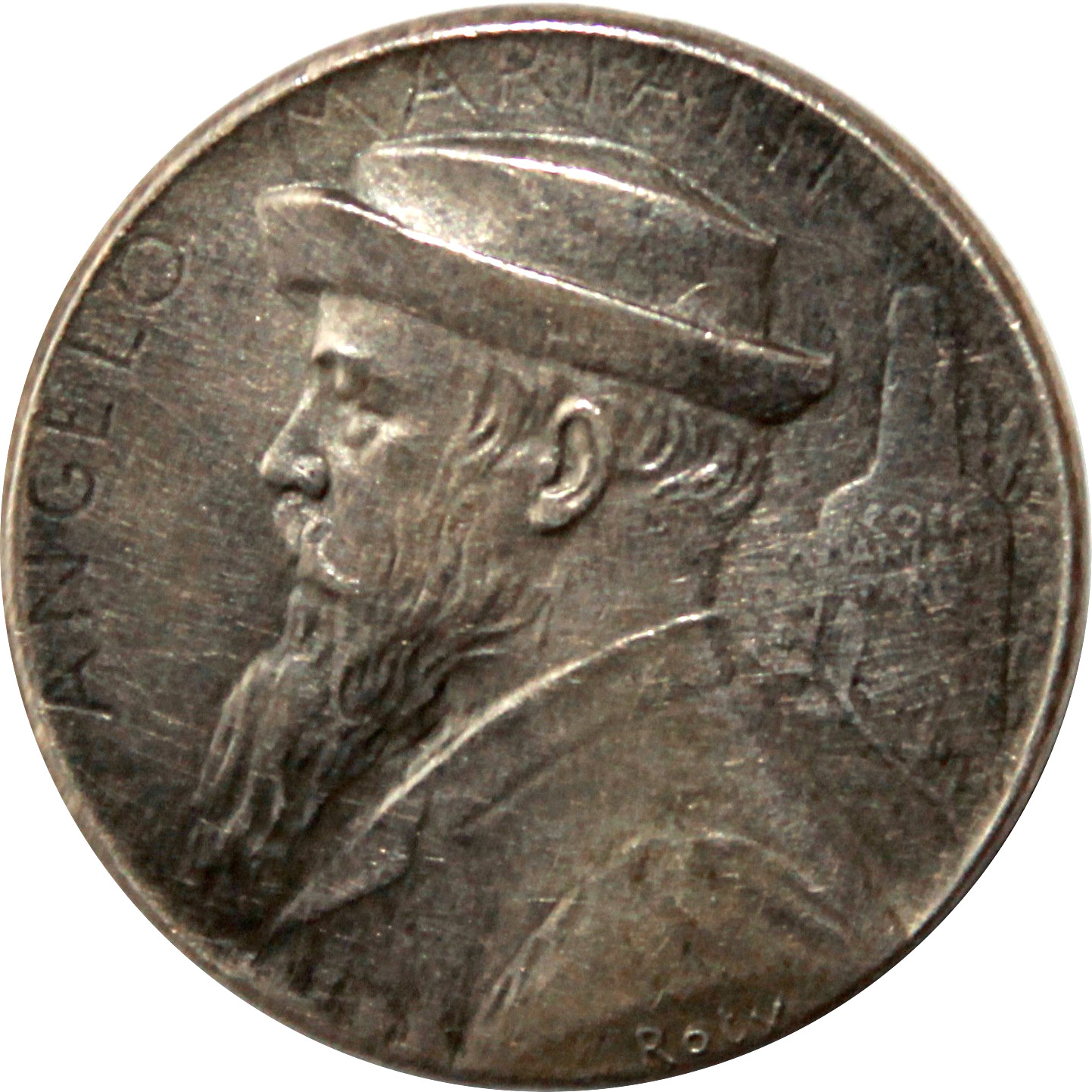
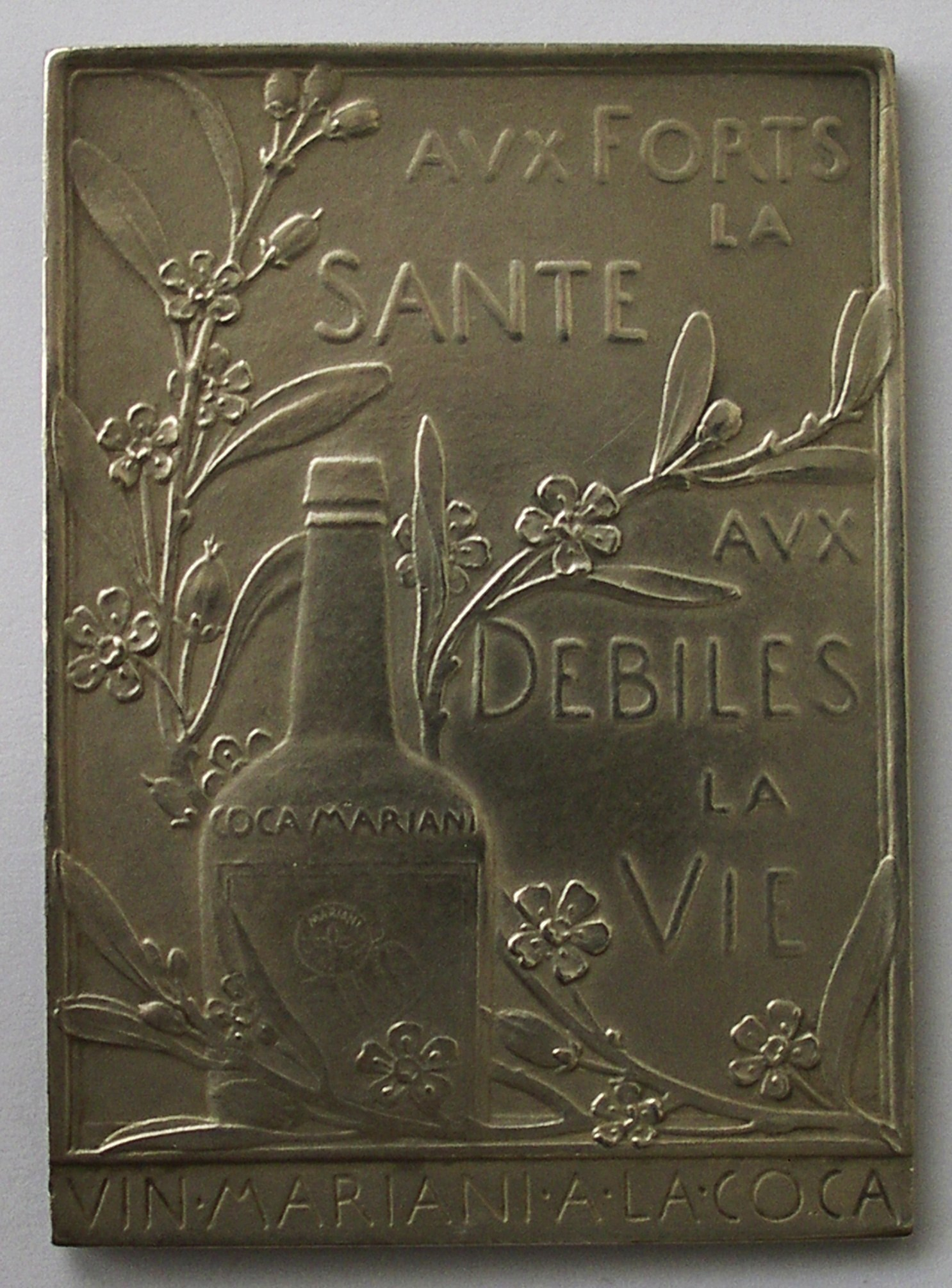

- 妻のマリー
 (1880年)
- 息子のモーリス
 (1886年、4歳)
- O・ロティの肖像
 ジュール・パテ製作
- アンジェロ・マリアーニ
- マリアーニ・ワイン
[画 11]

ロティは常に新しい方法で、彼の表現を象徴的にする術を持っています。決して退屈ではありません。—ヴィクトル・ユーゴー
ロティの芸術は、その流動的かつ繊細な刻線から、アール・ヌーヴォーとはかけ離れたものとされており、いくつかの作品には、当時まだ流行していた古代美術からの伝統的な象徴性が見られる。彼は芸術作品としてのメダルの重要性に着目し、ルネサンス期のプラーク形式を採用した優雅なデザインの作品を製作した。その数は数百点にのぼる。これらのプラークの構図には、しばしばルネサンス絵画に見られる窓が登場し、たとえば作業台に寄りかかって新聞を読む男性像、畑や工場をはるかに望む戸外で編み物や読書をする女性像などは、妻との日常生活から想像されたことがらを示すものである。また、ロティは銀食器メーカーのクリストフル社（CHRISTOFLE）の製品のバスレリーフ（浅浮き彫り）を手がけている。彼は貴重品や宝石、銀器やカトラリーなどの装飾を幅広く手がけ、「ロティ様式」はその後もしばらく続いた。

## スムーズ
『スムーズ』の製作は1887年に始められた · 。これは一旦中断したが、1896年にフランス経済財務省の依頼により再度着手し、自然主義的な1887年版よりもアール・ヌーヴォー風の単純化された構図で造り変えられた。これは当時のフランスの造幣技術、とくにタイピングの技術的制約に配慮した結果である。『スムーズ』はモデルを起用して製作されたが、モデルとなった人物は特定されていない。現在オスカル・ロティ博物館とポステ美術館にモデルの写真が収蔵されているが、この徒歩のポーズを取った女性をシャルロット・ラゴットとする意見がある ·  · 。彼女はロティが定期的に起用していた5名のプロのモデルのひとりであった。当時30歳近かった彼女は、1890年の結婚を機にモデルの仕事を辞めており、オスカル・ロティ博物館のキュレーターであるピエール・マルク・シャントローの説によると、ロティは『スムーズ』の製作に際して、通常のモデルではなくモンパルナスに住んでいた若いイタリア移民のロザリーナ（ロザリンダ）・ペシェから創造意欲を刺激された · 
 ·  · 。彼女はロティが思い描くイメージと合致しており、シャルロットはその後起用されていない。しかし、ガッリナーロ出身のロザリーナは1885年3月8日生まれで、製作時はまだ11歳である ·  ·  · 。このことから、ロティは製作に際して数名のモデルを起用し、顔の部分のみにロザリ－ナ・ペシェを採用したと推察している。
- ロティの木炭デッサン
 (1887年)
- 1887年の鋳造版
 (未流通)
- 1970年版[画 17]
(原型は1897年版)
- 1914年版切手
- 1921年版切手

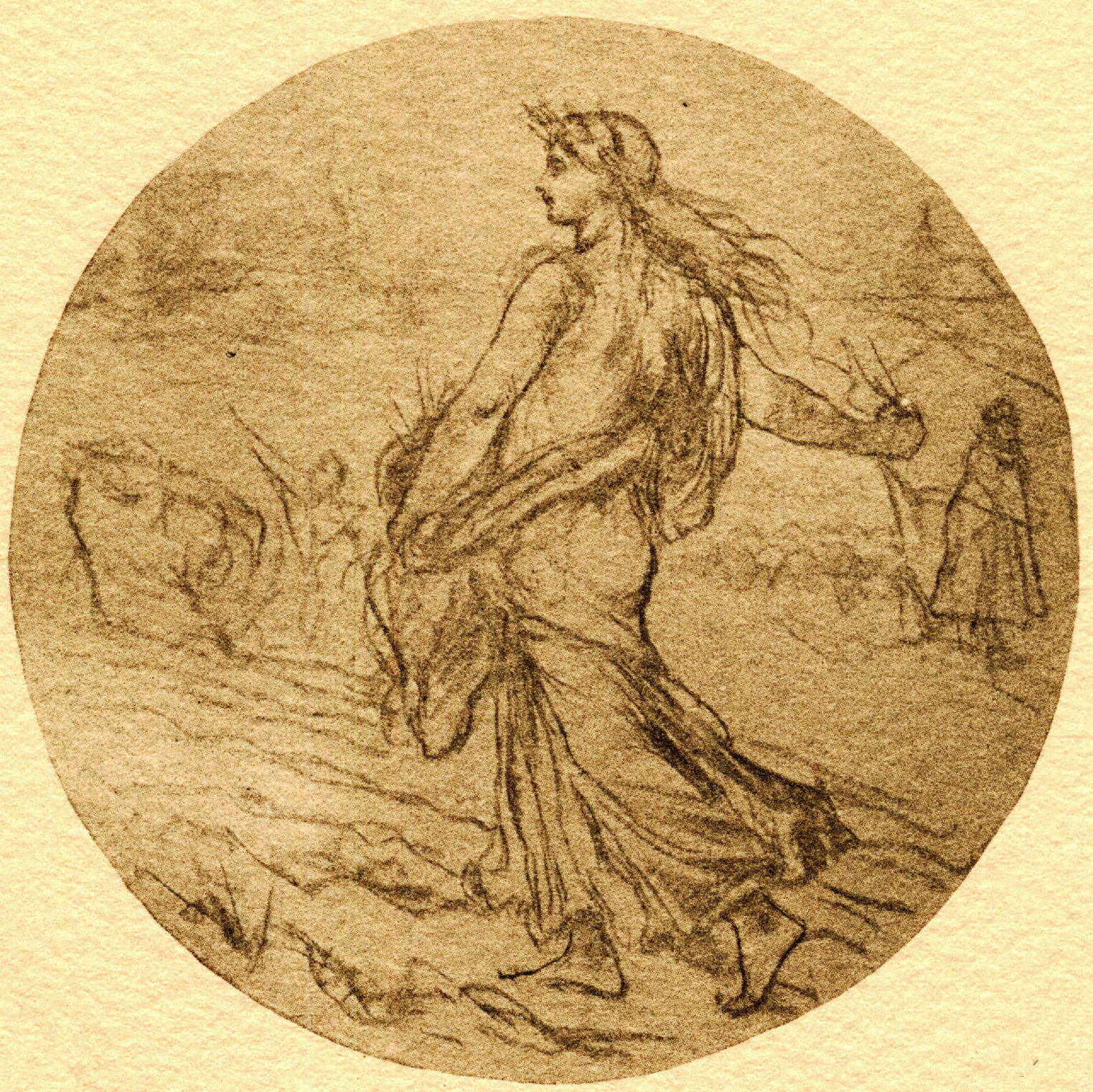
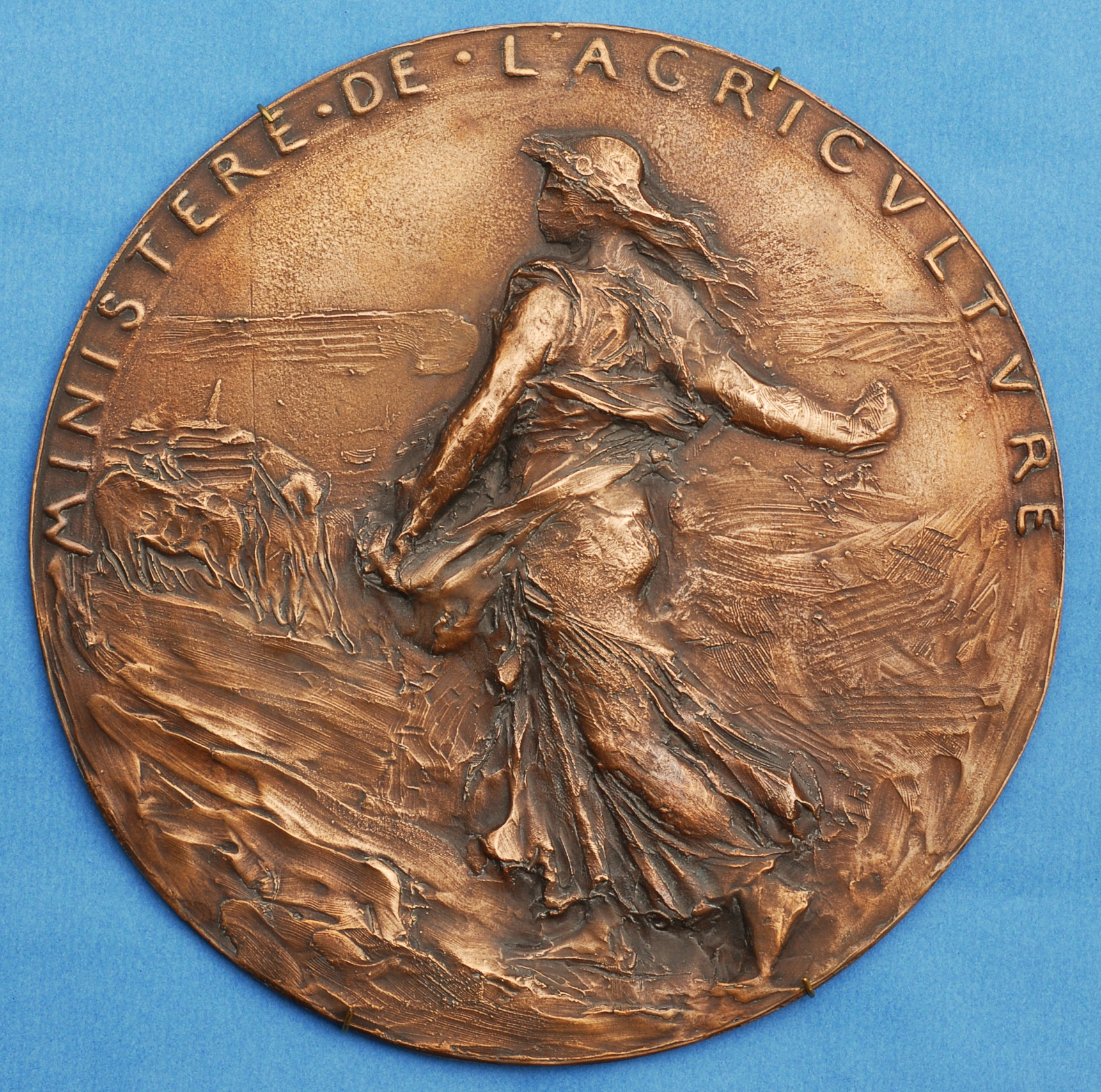
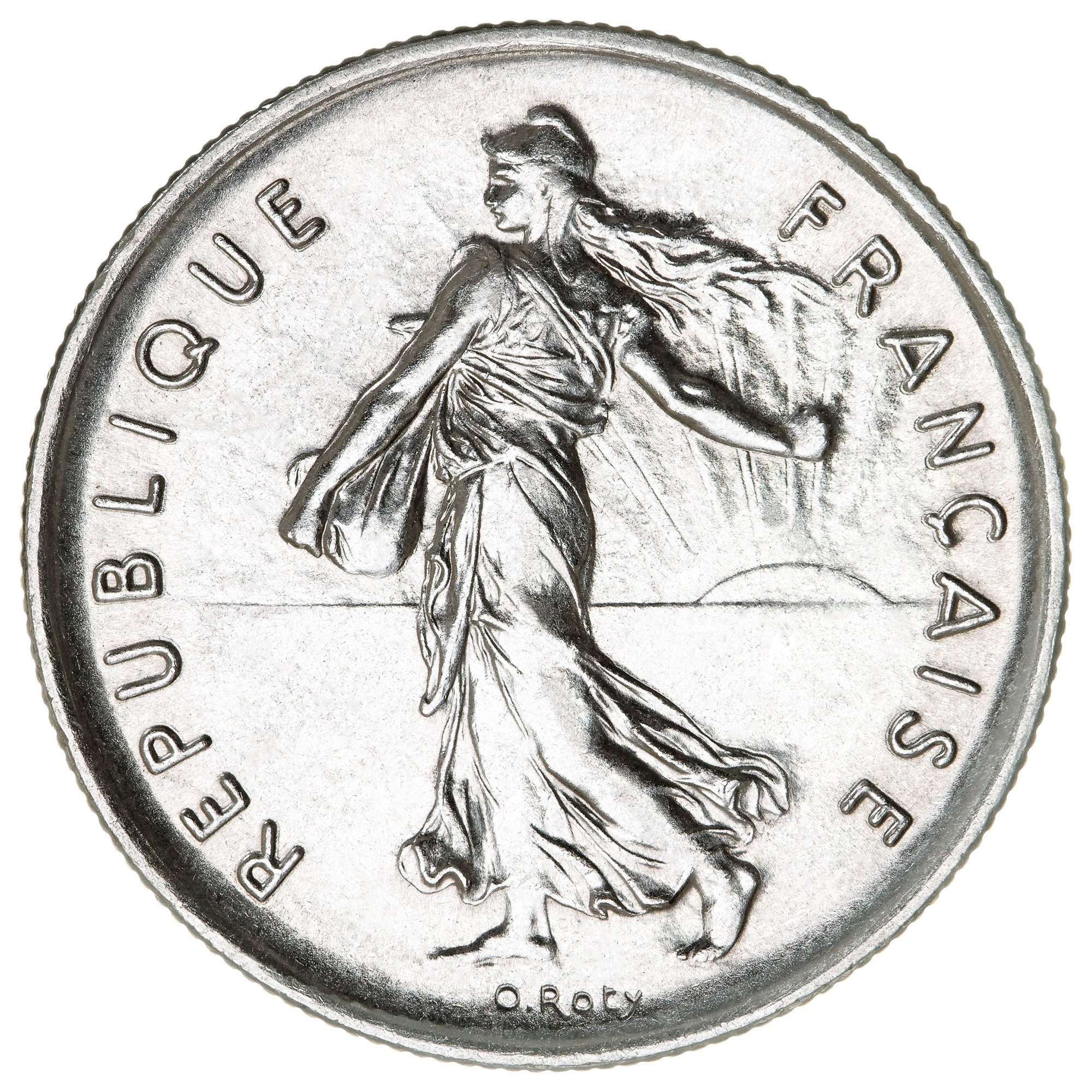
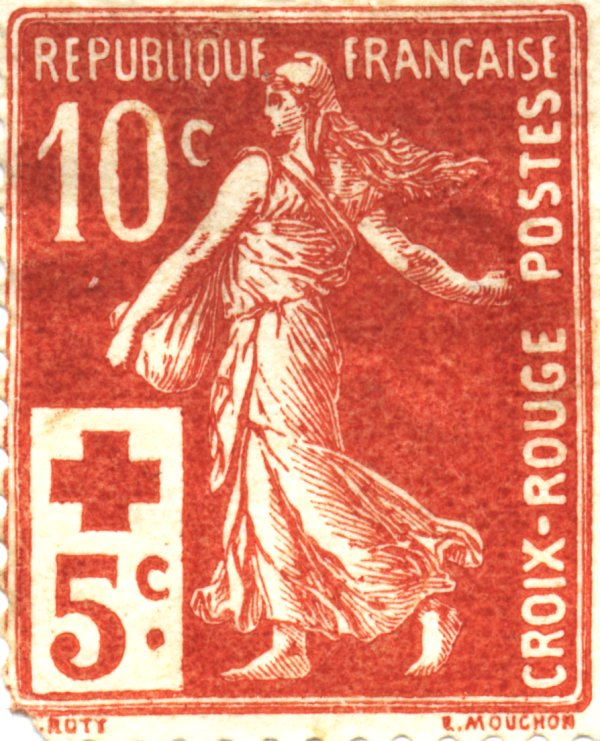
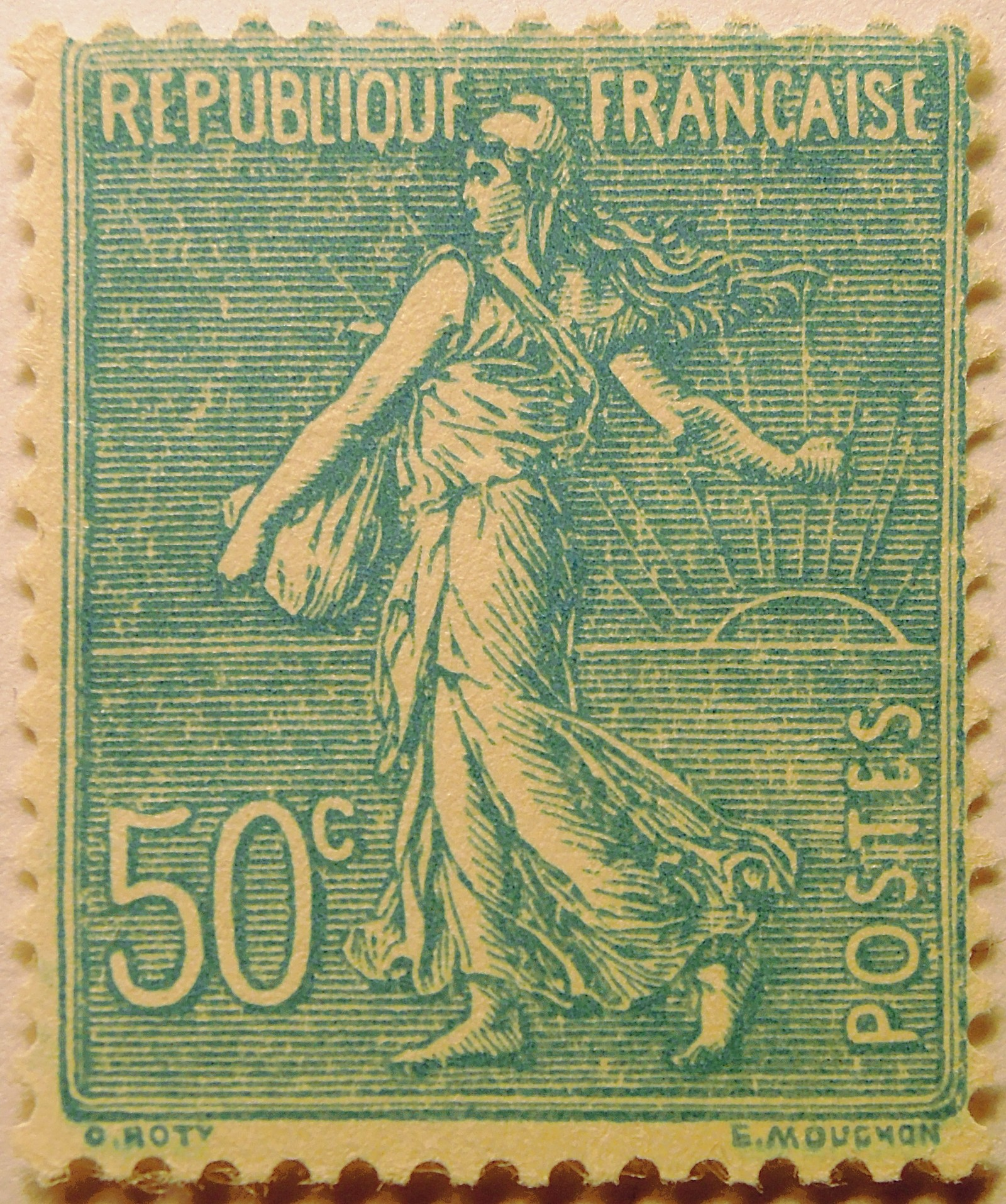

1897年版の『スムーズ』は、1960年の新フラン切り替えの際に再び採用された。フランスのユーロ硬貨はデザイナーのローラン・ジョリオによって近代的にデザインされた『スムーズ』が使用され、2008年にはホアキン・ヒメネスによる新デザインのスムーズ硬貨（la Semeuse cinétique）が発行された。一方、1903年に登場した『スムーズ切手』は、ロティが製作したレリーフ彫刻をもとに、彫刻家のルイ＝ウジェーヌ・ムーションがデザインしたものである。ロティは原画の保管に消極的で、作品のロウ型も、その脆さゆえに多くが失われたが、1887年に製作された『スムーズ』のスレート原版から取られたロウ型は現在オルセー美術館に収蔵されており、ここでは約150点以上の彼の作品を観ることができる。オスカル・ロティの息子であるジョルジュ・ロティがロワレ県のジャルゴーに設立したオスカル・ロティ博物館 · には、彼がパリ造幣局発行銀貨のために1896年に製作したものを含むロウ型や彫刻作品、デッサンが収蔵されている。

## パブリック・コレクション
[[File:Lens - Monument aux morts de la Compagnie des mines de Lens (14).JPG|thumb|right|120px|ランス鉱業労務者慰霊碑]]
- フランス

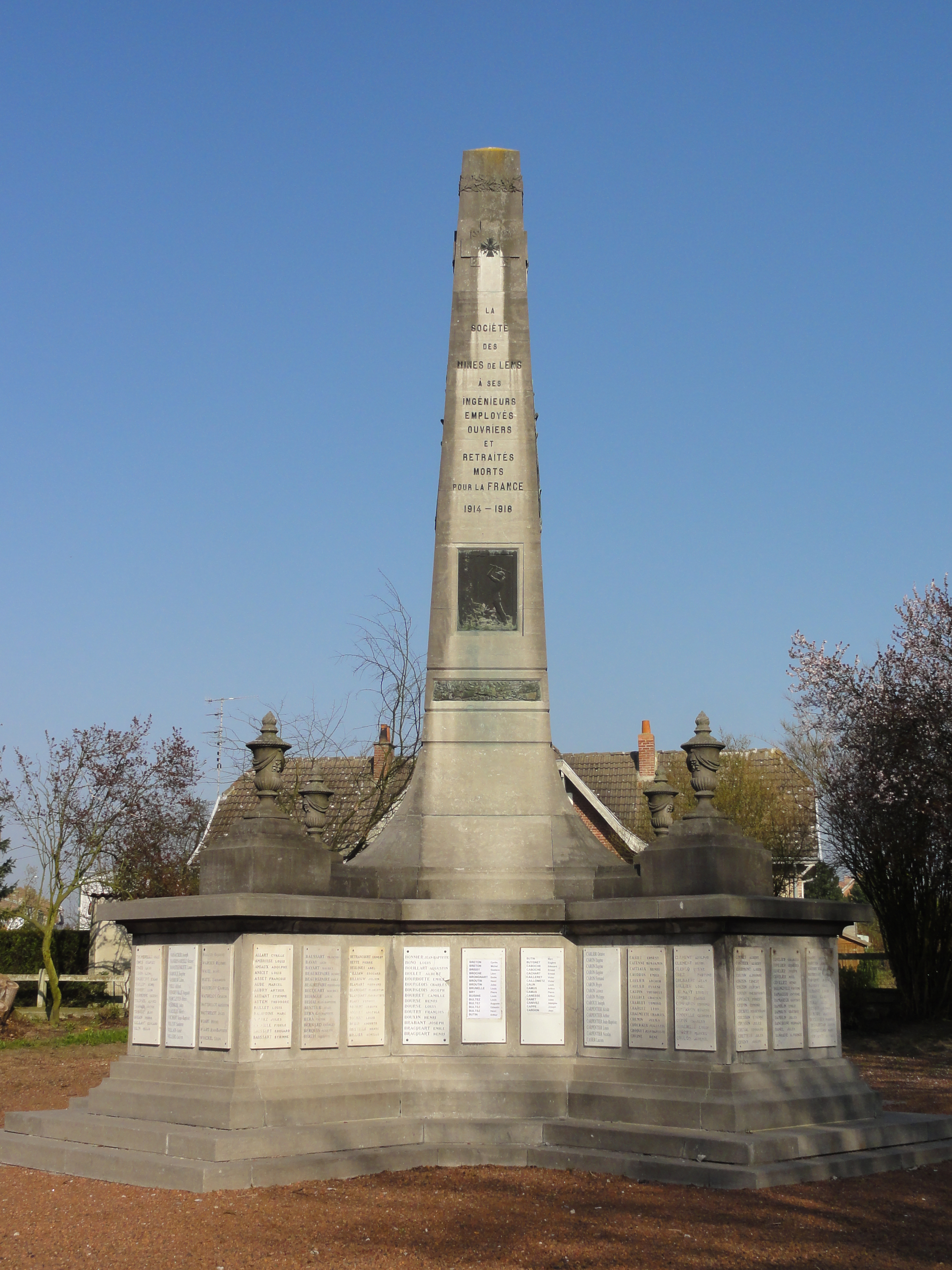
Resize|smaller|ランス鉱業労務者慰霊碑

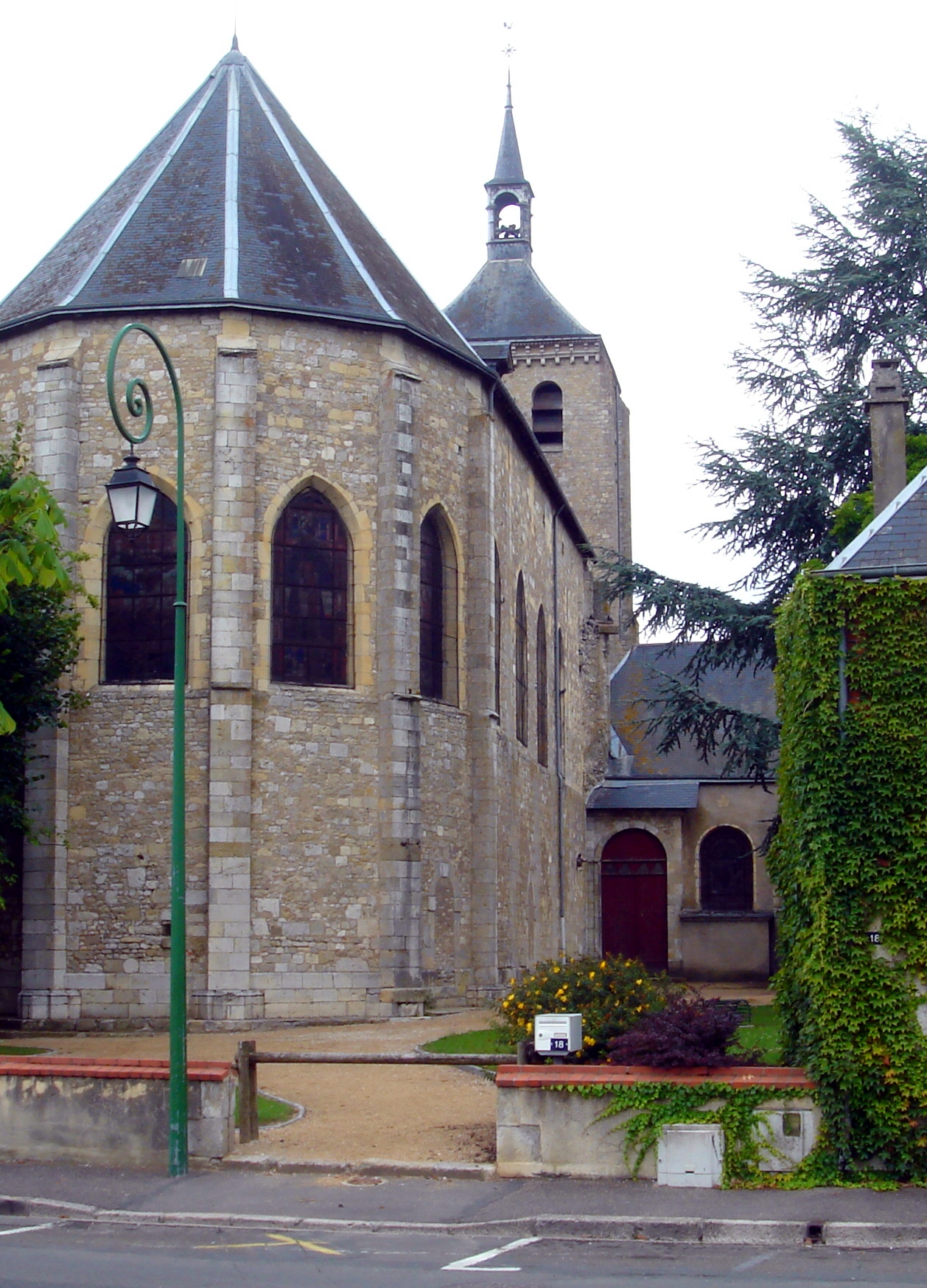

  - アンジュ, 東アンジュ墓地：ジュール＝ウジェーヌ・ルヌヴーの墓碑彫刻
  - ブロワ, 普仏戦争後のブロワ開放記念碑
  - ジャルゴー, オスカル・ロティ博物館
  - ランス, ランス鉱業の炭鉱労務者慰霊碑青銅プラーク（1925年建立）
  - パリ
    - モンパルナス墓地：ルイ・エルベット家の墓碑のメダイヨン
    - パリ市庁舎：ロボー通りのファサード「音楽」「絵画」のレリーフ彫刻
    - オルセー美術館：『スムーズ』のスレート・ロウ型（26cm）農務省のプロジェクトのモデルを含む重要なコレクション[10]。
    - アジャクシオ広場：イポリット・テーヌ記念碑（1931年建立）[22]
    - シャリニー通り消防署：「共和国」ペディメント装飾のマスカロン彫刻[画 18]
- ギリシャ
  - アテネ, アテネ・フランス学院：設立記念碑[画 19]

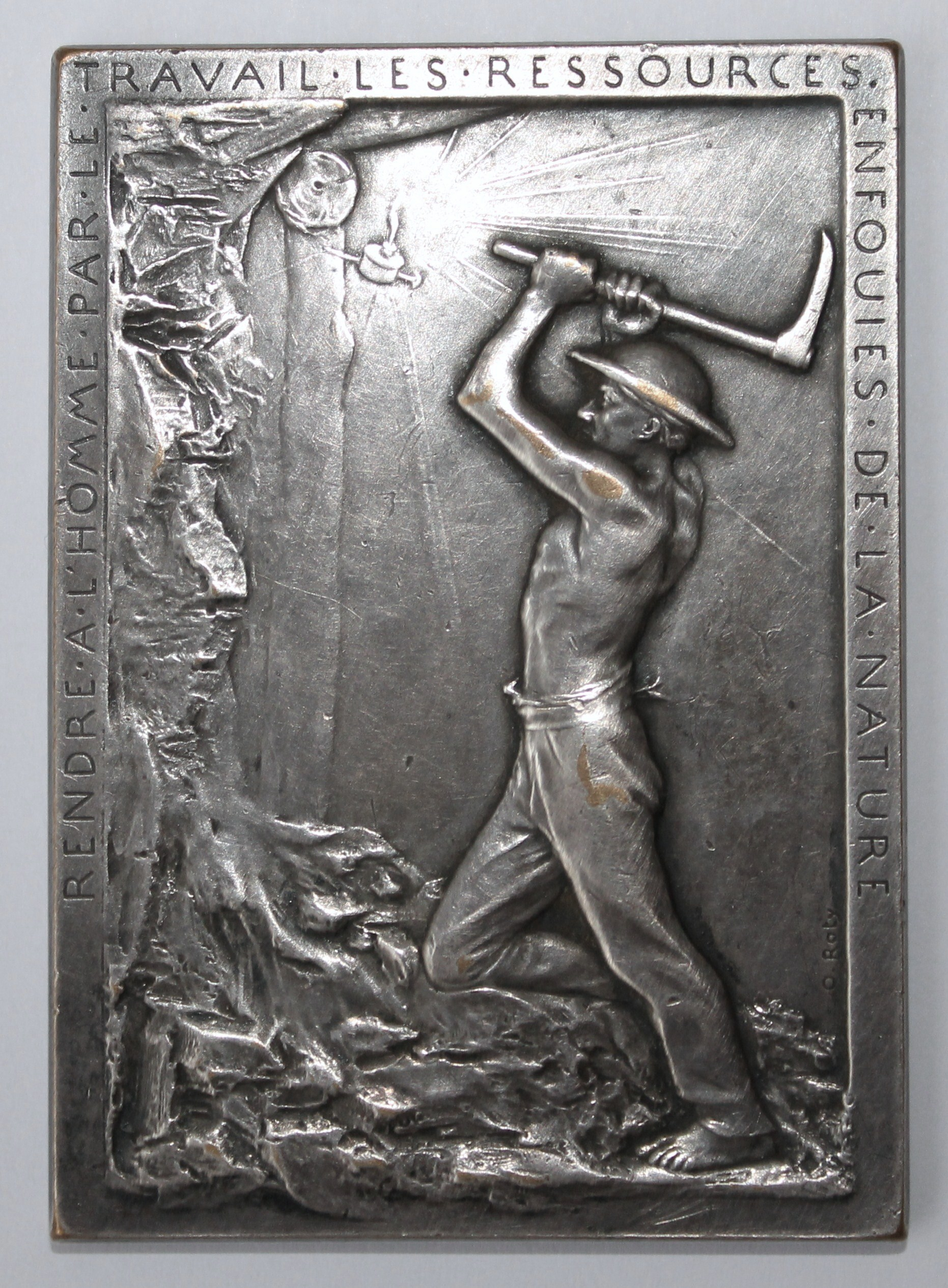
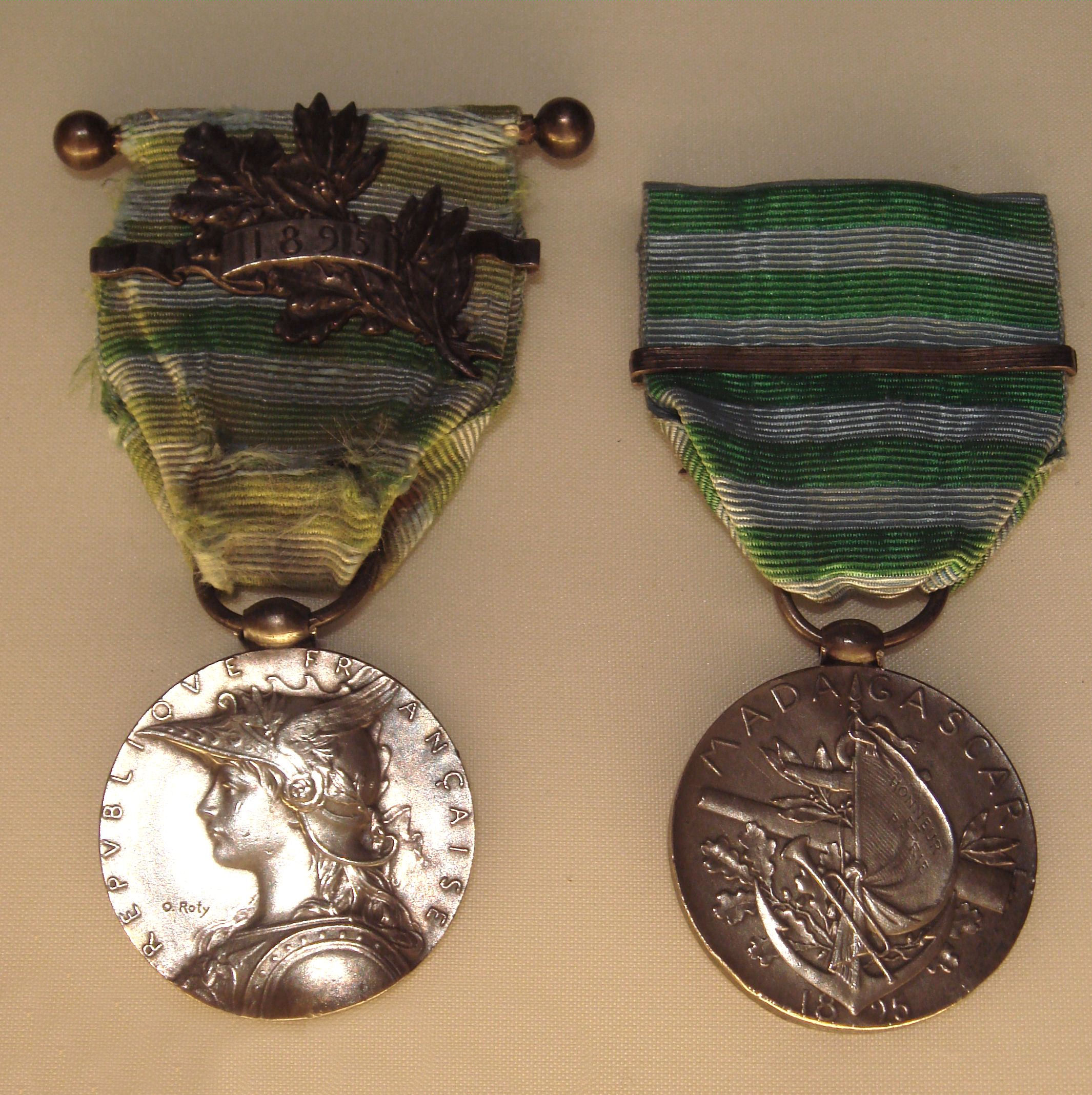
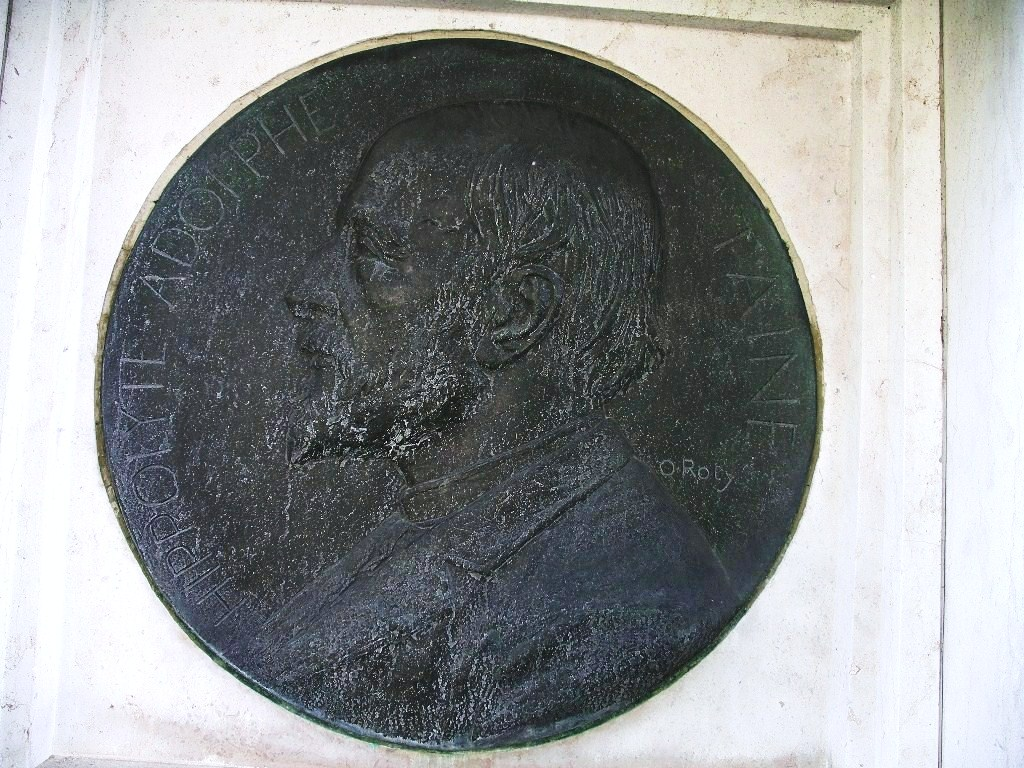
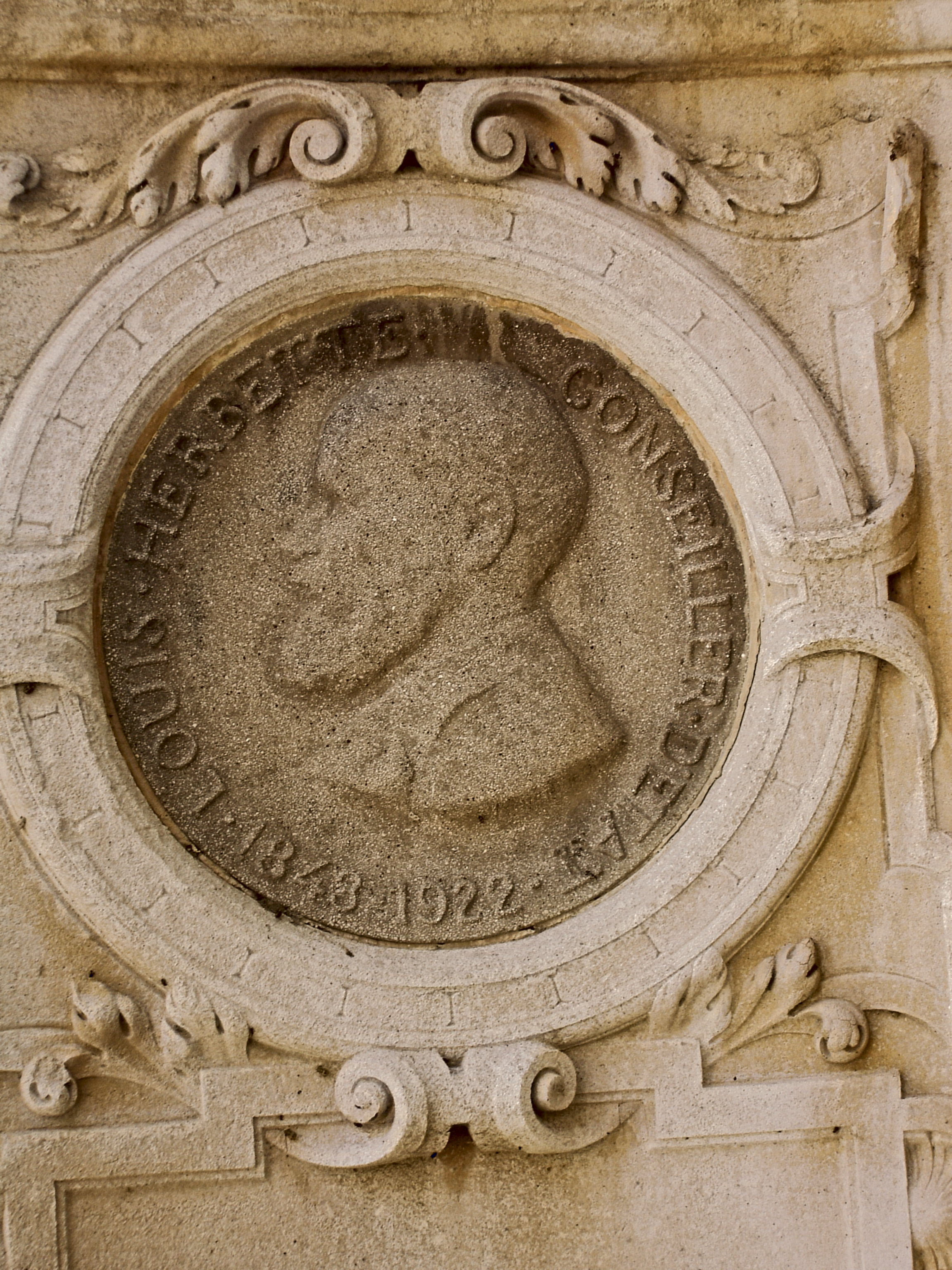
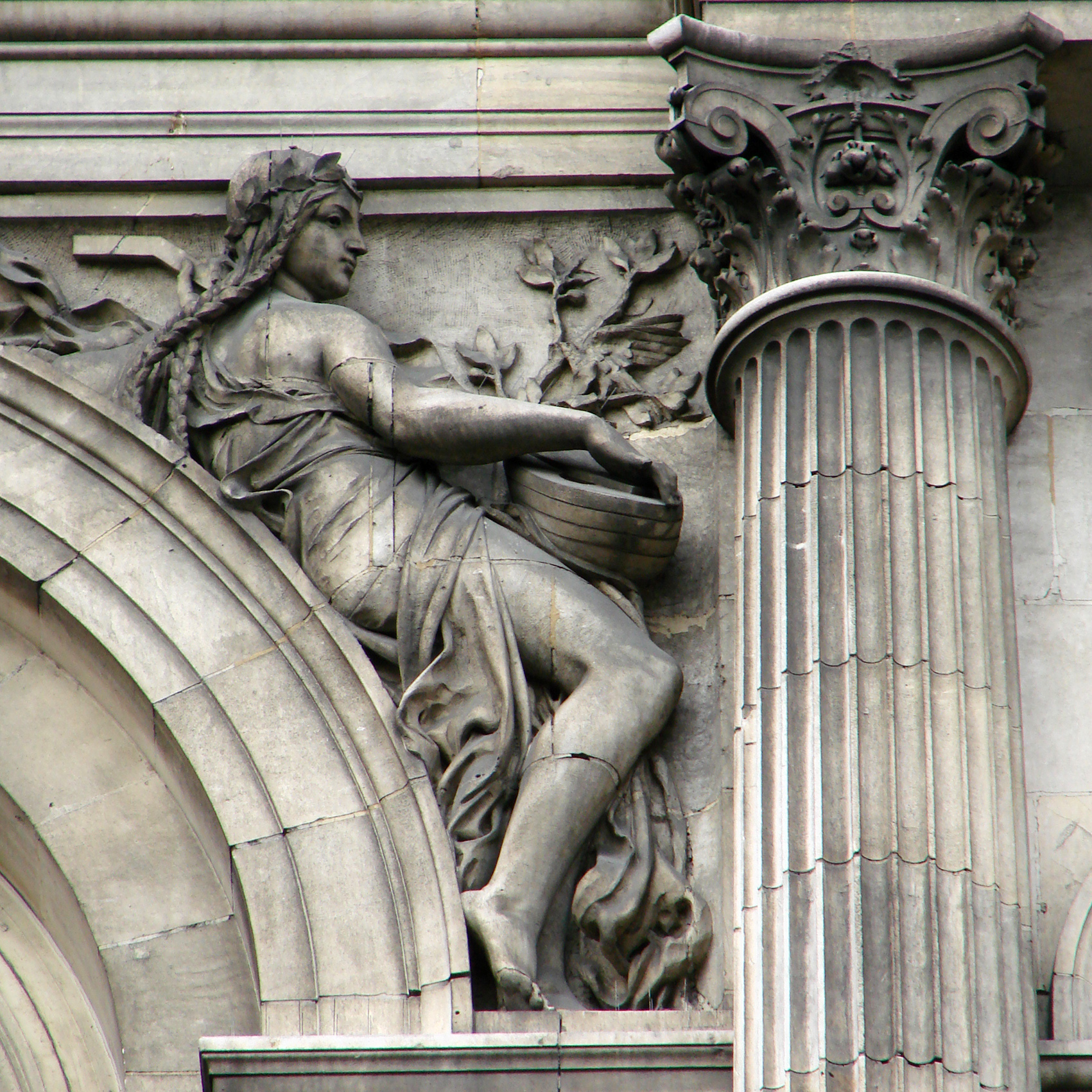

- ランス鉱業慰霊碑 (部分)
- マダガスカル遠征記念勲章
 (1896年第二次遠征)
- イポリット・テーヌ記念碑プラーク
- ルイ・エルベット
[画 20]
- パリ市庁舎の装飾「音楽」
[画 21]

## 顕彰
- オスカル・ロティ賞：メダル彫刻家に授与される。1975年にはクローディーヌ・ベレシュ (1925-2011)に授与された。
- 彼の名を冠した地所にはパリ15区のオスカル・ロティ通り、シャンボン＝ラ＝フォレにある同名の通り、ジャルゴーのオスカル・ロティ広場がある。

## 参考文献

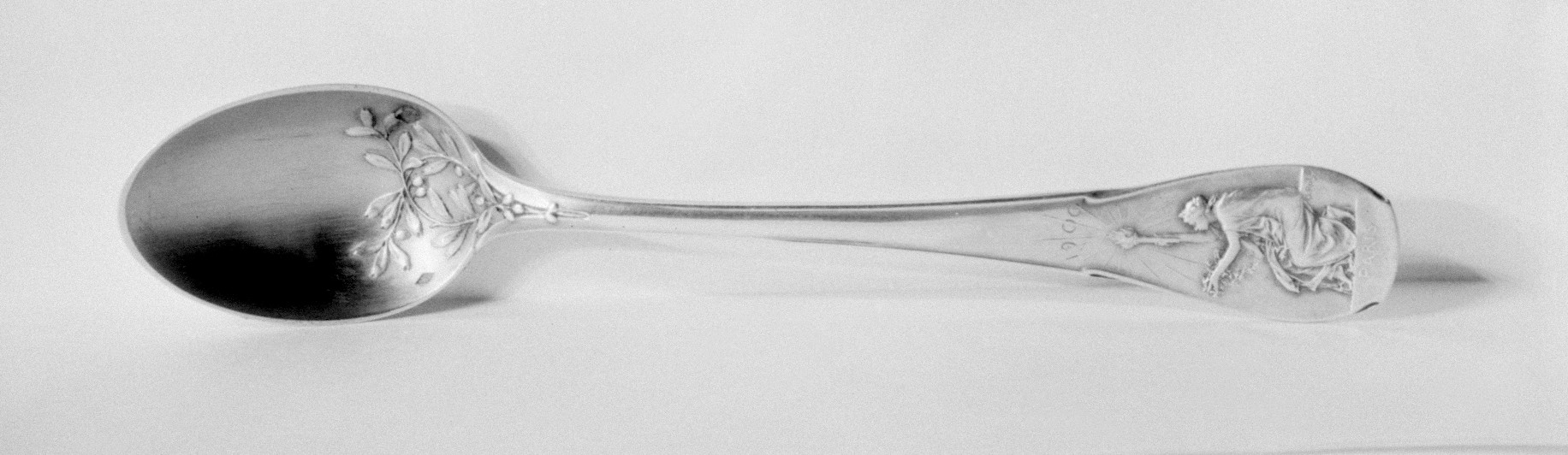

### 参照

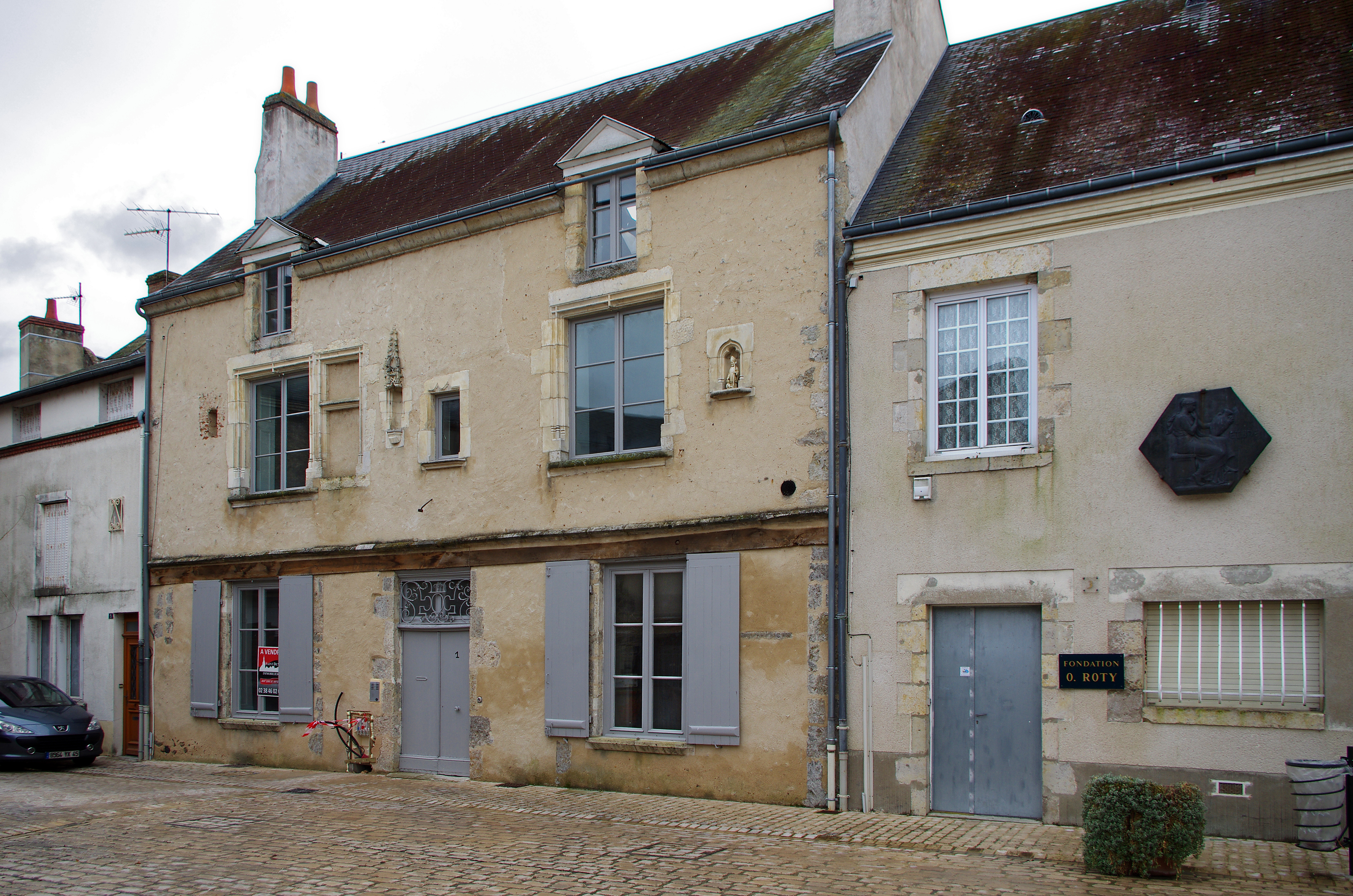
オスカル・ロティ博物館 (2014年撮影)

1. ↑  参考画像 彫刻家の両親 Jean Baptiste Roty, Elisabeth Virginie Roty のプラーク (1886年)
2. ↑  裏面の画像
3. ↑  裏面の画像 銘文：DÉDIÉ A MES CHERS AMIS POUR L'ANNIVERSAIRE DUMBÉA VJOUR DONT SOUV ENIR DVRERA EN MOI COMME MON AFFECTION FOUR EUX TOUTE MA VIE. 3.DECEMBRE O.Roty 1890.（DUMBÉAの誕生日、この良き日に私の親愛なる友人に捧げられた記憶は私の生涯におけるすべての愛情のように私のなかにあります。O・ロティ、1890年12月3日）
4. ↑  裏面の画像 このメダルが製作された1888年当時、ヘネシーは香港とモーリシャス島の知事を務めている。
5. ↑  裏面の画像 シュヴルール生誕百年記念メダル
6. ↑  参考画像 結婚の回想として製作されたメダル (1895年)
7. ↑  参考画像 ピエールとカロリーネ・ブーランジェ夫妻のプラーク (1885年)
8. ↑  参考画像 アンジェロ・マリアーニのパーティー。写真に写っているメンバーは左から匿名の人物、グザヴィエ・パオリ、オスカル・ロティ、詩人のポール・アレーヌ、三名おいてマリー・オーギュスト・ロティ（オスカル・ロティの妻）、二名おいて弟のホレス・マリアーニ、モーリス・ロティ（オスカル・ロティの子）、アルベール・ロビダ、中国駐仏特命全権大使のオー・タイ・チャン、二名おいてアンジェロ・マリアーニ、アルマン・シルヴェストリ、イザベル・シャプソー（マリアーニのビジネスパートナー）、ジョゼフ・ユザンヌ。
9. ↑  参考画像 マリアーニ・アルバム (1894年版) に掲載された、ロティの自筆によるマリアーニ・ワインの推薦文。ロティの肖像版画はアンリ・ブロールの製作。
10. ↑  参考画像 パスツールのプラーク (1892年)
11. ↑  表面の画像 銘文：O nymphe le Vin Mariani va le sauver, mais prends garde à ton cœur.（マリアーニ・ワインのニンフは彼を救うでしょうが、あなたの心に注意してください。）
12. ↑  参考画像 パリ警察のアンリ・ロゼへの献呈プラーク (1892年)
13. ↑  参考画像 ルーアン国際展示会出展メダル (1896年)
14. ↑  拡大画像 ロティがデザインしたクリストフルのスーヴェニール・スプーン (1900年)
15. ↑  参考画像 ロティがデザインしたブレスレット (1889年)
16. ↑  参考画像 モデルの写真 (1890年撮影)
17. ↑  裏面の画像
18. ↑  参考画像
19. ↑  参考画像 プラークの原型
20. ↑  参考画像 エルベット夫人のメダイヨン
21. ↑  参考画像「絵画」